# Siard Nosecký
František Kristián Ezechiel Nosecký (později přijal řádové jméno Siard, známý jako malíř Siard (Siardus) Nosecký, 12. dubna 1693, Praha-Staré Město – 18. ledna 1753, Velká Chyška (Pelhřimov), byl český římskokatolický duchovní, strahovský premonstrát a barokní malíř.

## Život

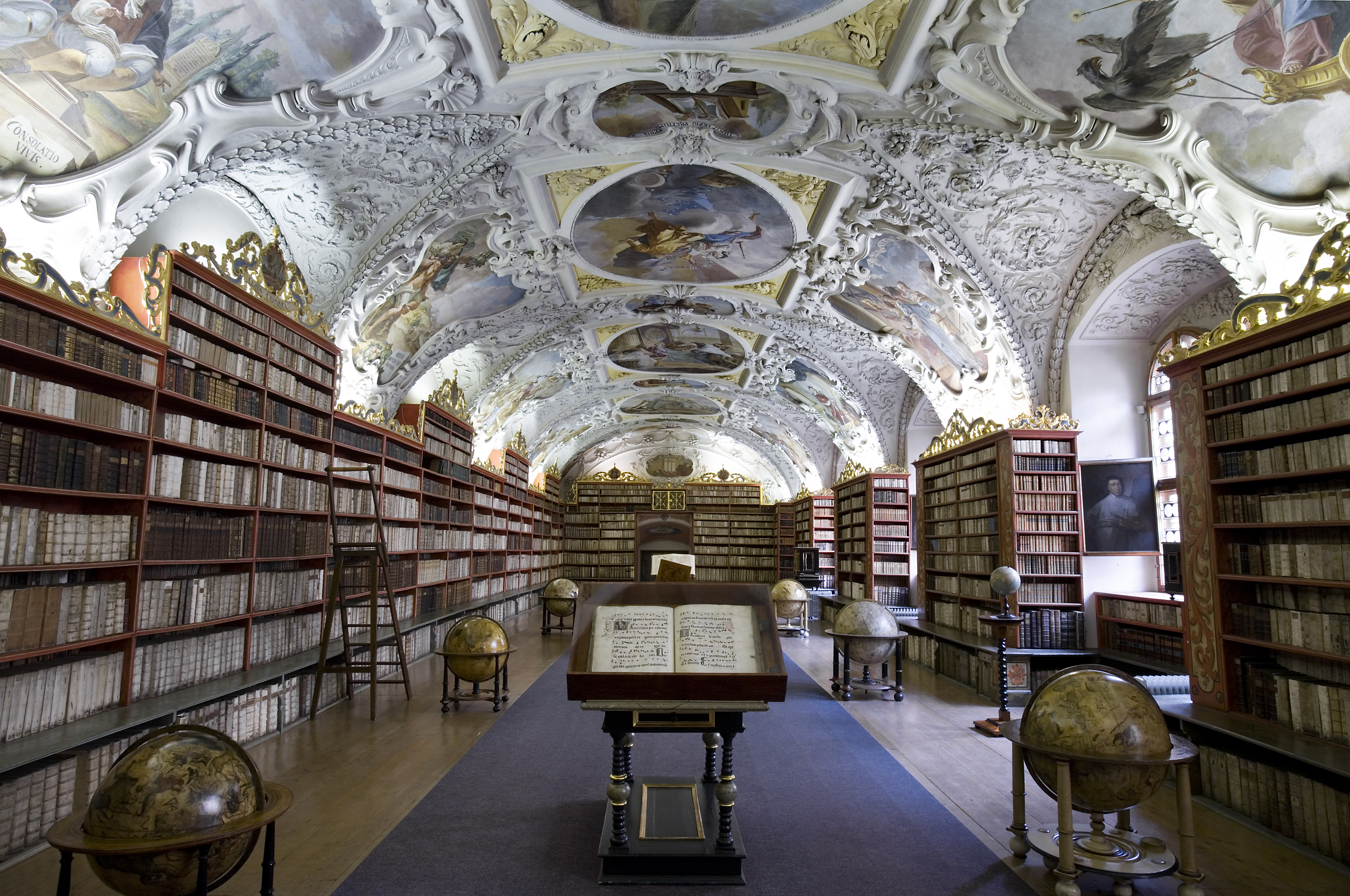
Malířská výzdoba teologického sálu Strahovského kláštera

Narodil se jako František Kristián Ezechiel Nosecký v rodině malíře Václava Jindřicha Noseckého na Starém Městě pražském. První malířské vzdělání získal od svého otce.

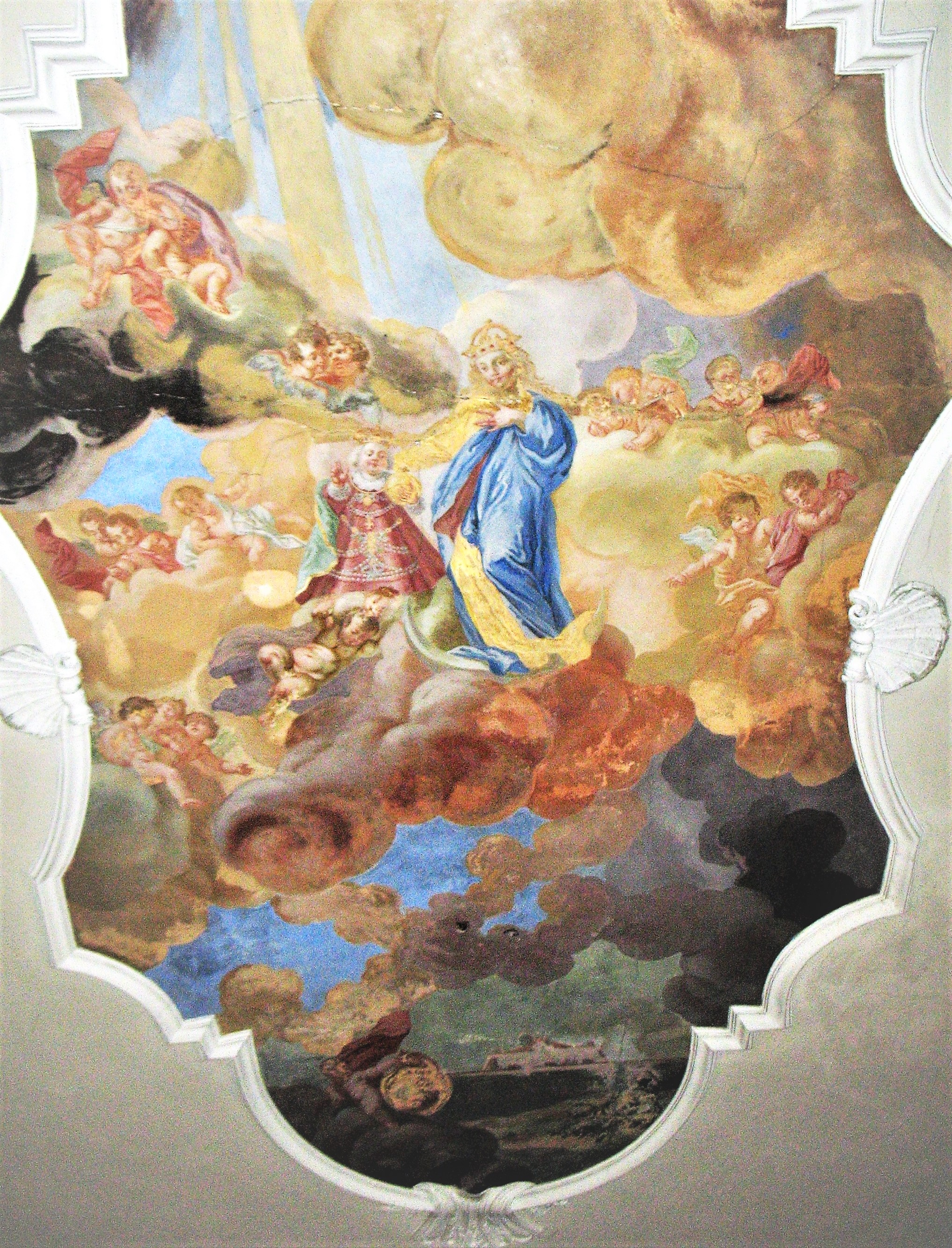
Freska na stropě kostela v interiéru zámku v Pátku u Peruce

Později v mládí studoval na jihlavském gymnáziu a poté v tamním jezuitském semináři. S otcem spolupracoval na výzdobě kaple Bolestné Panny Marie v jihlavském kostele sv. Jakuba Většího.
V roce 1714 vstoupil do kanonie premonstrátů na pražském Strahově, a zde přijal řeholní jméno Siard. V roce 1721 přijal kněžské svěcení a byl poslán jako duchovní správce na premonstrátskou faru při kostele svatého Jana Křtitele ve Velké Chyšce u Pelhřimova. Později se vrátil na Strahov jako provizor (hospodářský správce kláštera).
Vedle své duchovenské a správní činnosti se věnoval malířství a proslul jako malíř fresek i olejových oltářních obrazů, například v kostele svatého Apolináře na Novém Městě v Praze, v Želivi, ve Velké Chyšce, v Bohušovicích, v Havlíčkově Brodě nebo obraz na děkanství v Žatci, jež jsou inspirovány Karlem Škrétou.
Zemřel v roce 1753 ve Velké Chyšce.

### Některé malířské práce
- freska Hagar s Ismaelem v poušti, kaple Bolestné Panny Marie v kostele sv. Jakuba Většího v Jihlavě
- obraz sv. Vavřince, Kostel svatého Jakuba, Jihlava[5]
- 1721 7 fresek v dolní chodbě Strahovského kláštera
- 1723 výzdoba Teologického sálu knihovny Strahovského kláštera
- 1726 13 lunet cyklu ze života sv. Jana Nepomuckého, kaple sv. Jana Nepomuckého v děkanském kostele Nanebevzetí Panny Marie v Žatci
- 1727 fresky opatské jídelny Strahovského kláštera, klenby kapitulní síně a letního refektáře, freska pod kruchtou klášterního kostela
- 1733 (?) fresková výzdoba kopule poutního kostela Jména Panny Marie Sepekov
- Chvalín (farnost Doksany) – kaple sv. Jana Nepomuckého
- Horoměřice, freska na klenbě zámecké kaple sv. Anny
- 1739 freska Apoteózy sv. Jana Nepomuckého, kaple sv. Jana Nepomuckého v Plandrech
- 1740-43 fresky v kostele Nanebevzetí Panny Marie ve Vojslavicích[6]
- fresková výzdoba zámecké kaple sv. Anny, Zámek Herálec
- 1740 fresky v kostele svatého Jana Křtitele, Velká Chyška, kostel zbořen 1897[7]
- 1746 fresková výzdoba kaple Panny Marie Pasovské , Kostel Nanebevzetí Panny Marie Strahovského kláštera
- kolem 1750 fresky v zámku řádu premonstrátů v Pátku
- 1750-53 fresky v kostele Zvěstování Panny Marie v Mariánském Týnci[8], zničeno 1920